# Палаш

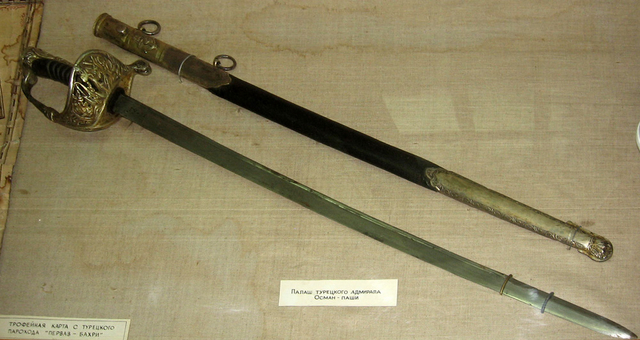
Палаш Осман-паші

Пала́ш (угор. pallos, пол. palasz, нім. Pallasch, від тур. pala — «меч, кинджал») — рублячо-колюча холодна зброя з довгим прямим лезом з півторабічним заго́стрюванням (рідше двосічним або однолезовим) розширеним до кінця зі складним руків'ям. Перехідна форма від меча до шаблі.
Палаш став наступним етапом розвитку меча, він краще пристосований до швидких маневро́вих сутичок. Палаш ширший від шпаги і має ширше і важче лезо. На озброєнні руського війська з'явився наприкінці X-поч. XI ст.
Палаш XVIII—XIX ст. досягав у довжину близько 80 см, мав ефес з чашкою або решіткою для прикриття кисті руки. Озброювалися палашем драгуни, кірасири і частково гусари, у Російській армії — також лейб-гвардії Кінний полк і лейб-кампанія.